# バレーボールスーダン男子代表
バレーボールスーダン男子代表は、バレーボールの国際大会で編成されるスーダンの男子バレーボールナショナルチームである。
1972年に国際バレーボール連盟へ加盟。

## 過去の成績

### オリンピックの成績
- 出場なし

### 世界選手権の成績
- 2006年 - アフリカ予選敗退

### アフリカ選手権の成績
- 1983年 - 5位
- 1987年 - 6位
- 2001年 - 5位
- 2005年 - 10位